# 霍羅什奇

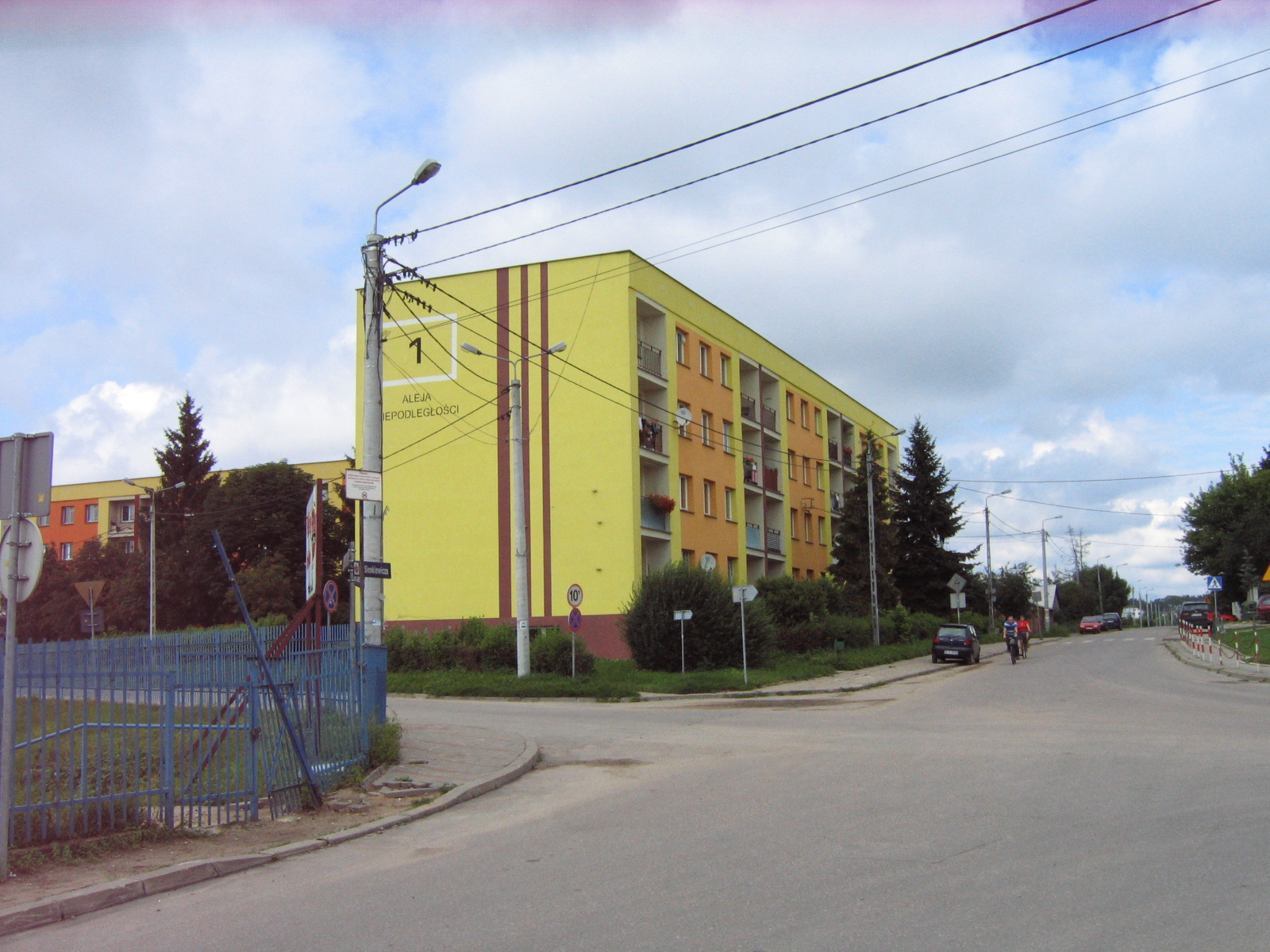

霍羅什奇是波蘭的城鎮，位於該國東北部，毗鄰與白俄羅斯接壤的邊境，距離比亞韋斯托克約10公里，由波德拉謝省負責管轄，面積16.79平方公里，2008年人口5,449。
53°09′N 22°59′E / 53.150°N 22.983°E

## 外部連結
- Polish Culture: Museum of Polish Interiors
- Museum of Palace Insteriors in Choroszcz (in Polish)